# Склеп

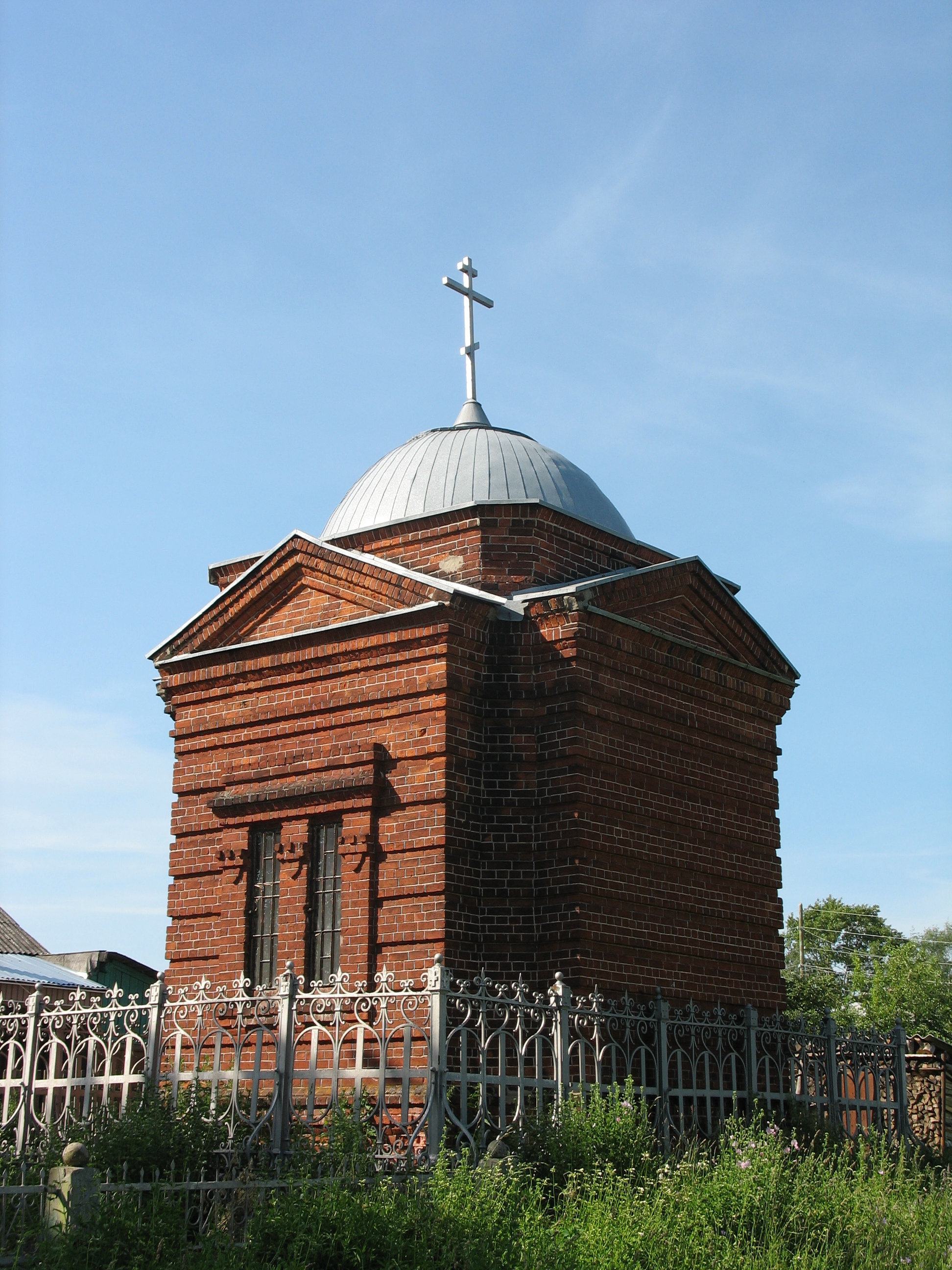
Склеп с часовней Ф. А. Бредихина, объект культурного наследия России, село Бредихино

Склеп — постройка с внутренним помещением для гроба, находящаяся на кладбище или расположенная отдельно от него. Общий склеп для погребения членов одной семьи (семейный склеп) или одного рода (фамильный склеп) называется усыпальницей.

## Этимология и значения
Слово происходит от польского sklep — «свод, подвал, лавка». Так как в нём отсутствует переход в «ё» (ср. родственное «склёпка»), Фасмер предположил не прямое заимствование, а опосредованно через украинский.
Термины «семейный склеп», «фамильный склеп» и «усыпальница» часто используются в одинаковых контекстах и имеют скорее стилистическое различие.

## История
Сама идея отдельных помещений для захоронений крайне древняя: например, на Северном Кавказе есть склепы бронзового века и много средневековых склеповых захоронений (см. Город мёртвых). Тем не менее склеп в его современном виде и значении относится уже к Новому времени. Изначально возникшие для членов богатых аристократических семей Европы, каменные запираемые склепы служили защитой от кладбищенских воров, так как усопшие нередко хоронились в богатых одеждах, с драгоценностями, в доспехах и с оружием. Идея была сразу поддержана кладбищенскими службами, так как склепы заодно решали проблему проседания земли над могилами со временем.
Психологическим фактором являлась мысль о «непотревоженности» тела после смерти, его защита от непогоды, червей и контакта с землёй в целом.

## Галерея изображений

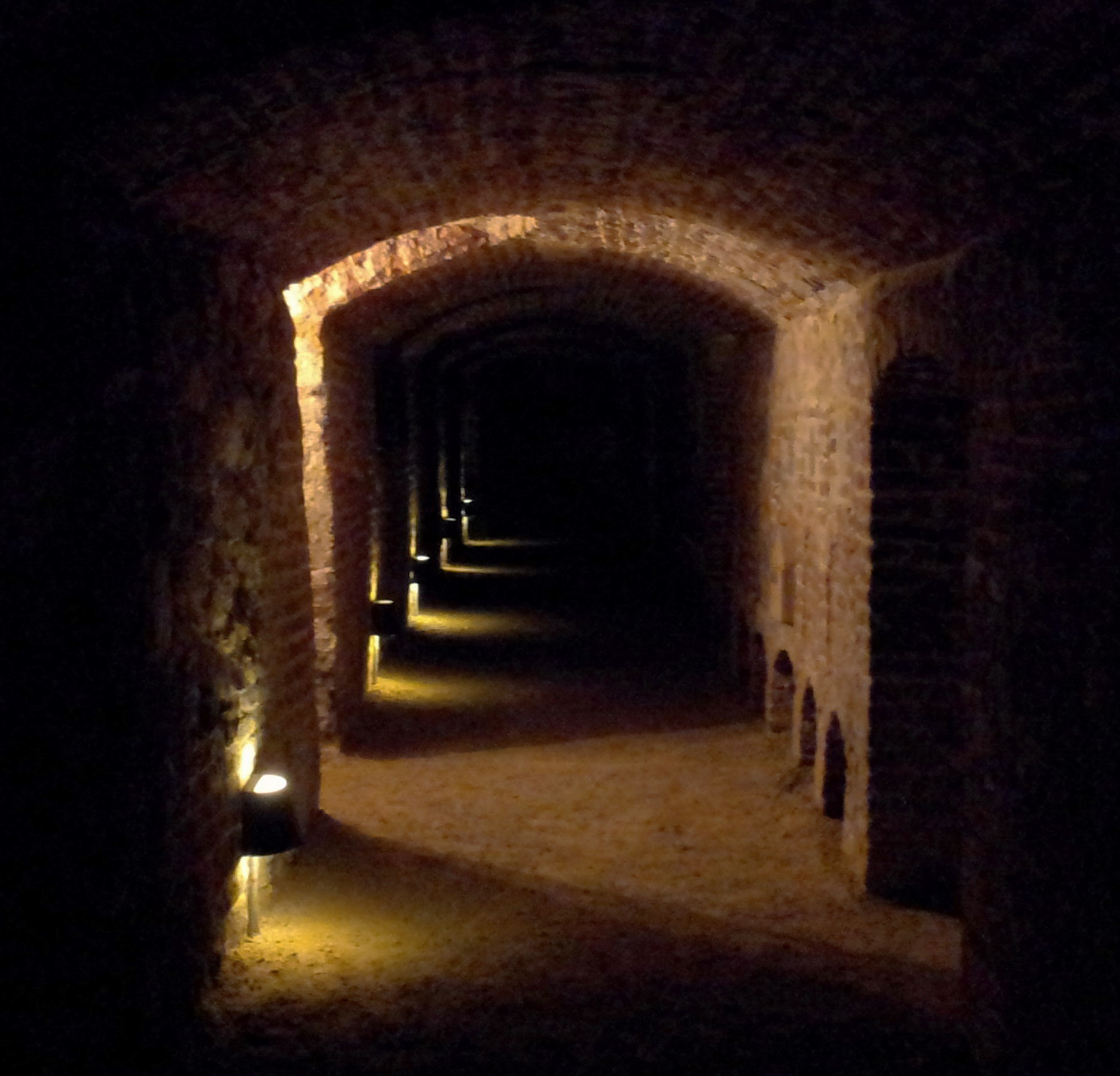
Крипта (не склеп) с погребальными нишами, аббатство Синт-Трёйден, Бельгия, XI век
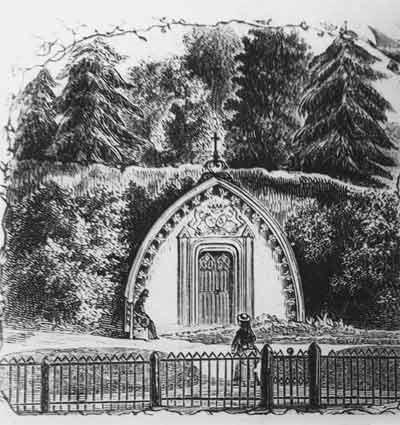
Склеп графа Полье на гравюре Серякова, построен по проекту А. П. Брюллова, Шуваловский парк, Россия, 1830
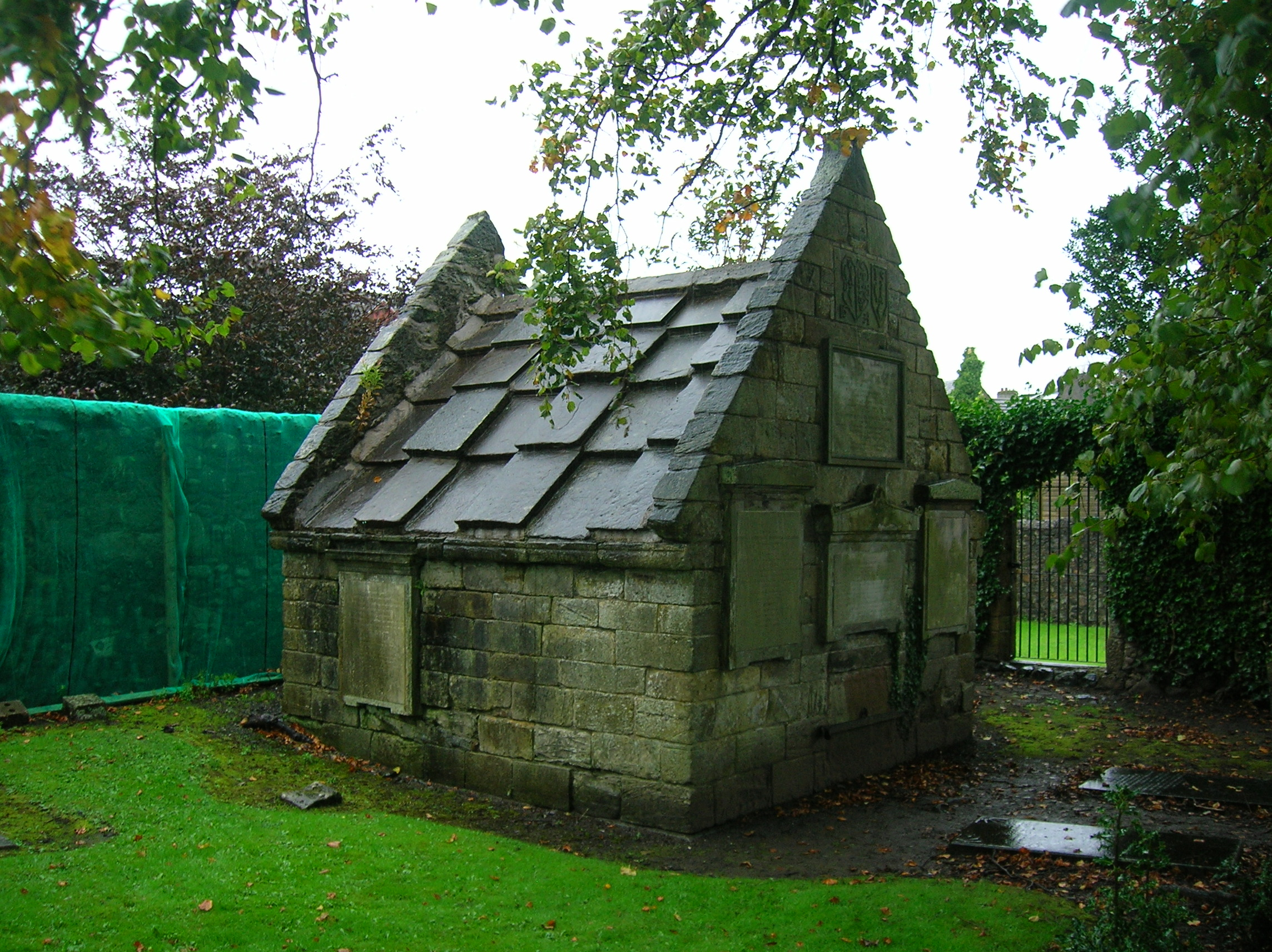
Семейный склеп Брисбенов[англ.], Ларгс, Шотландия, XVII век
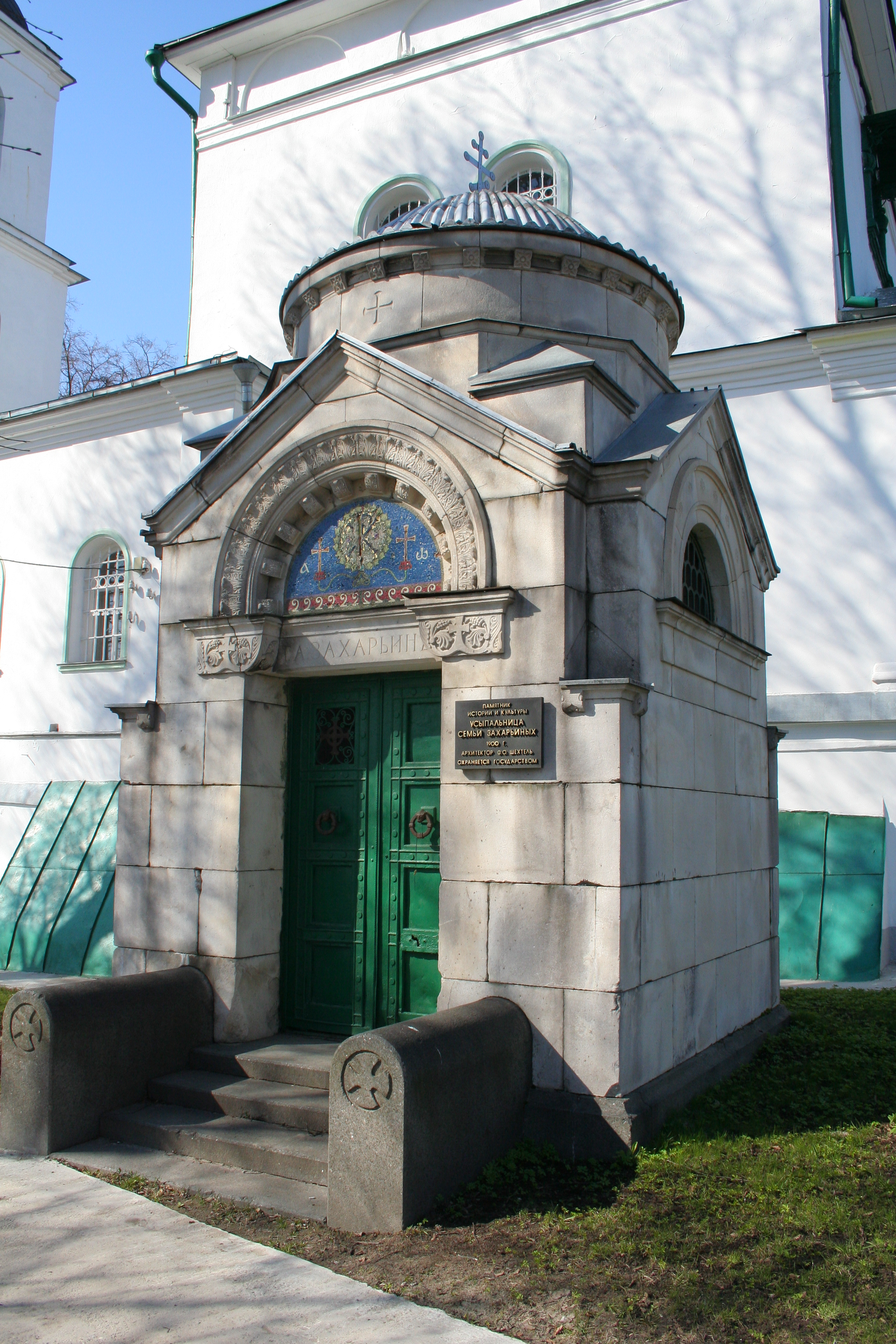
«Усыпальница семьи Захарьиных», семейный склеп по проекту Ф. О. Шехтеля, Куркино, 1900
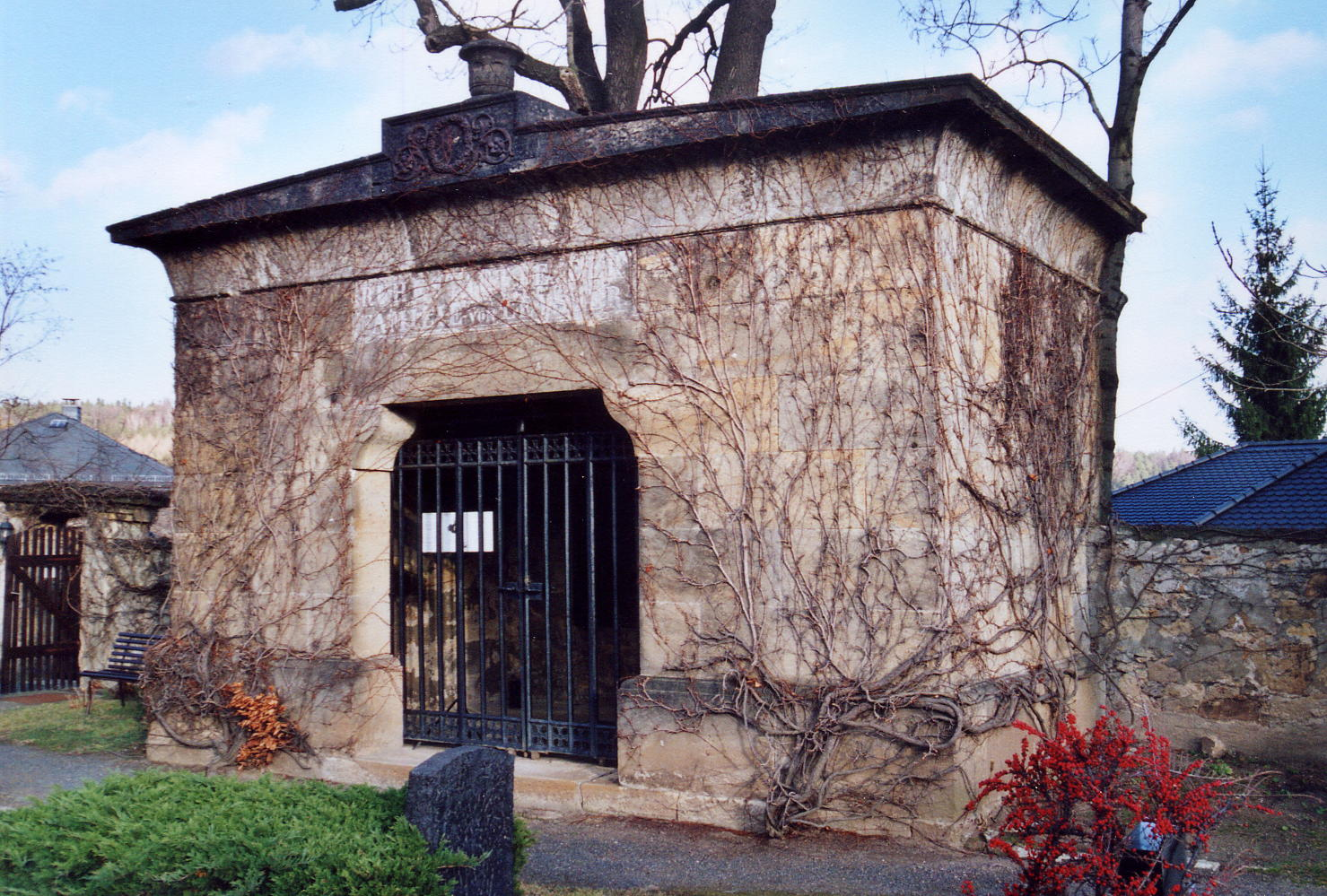
Фамильный склеп фон Ляйссеров, Берггисхюбель, Германия, XIX век
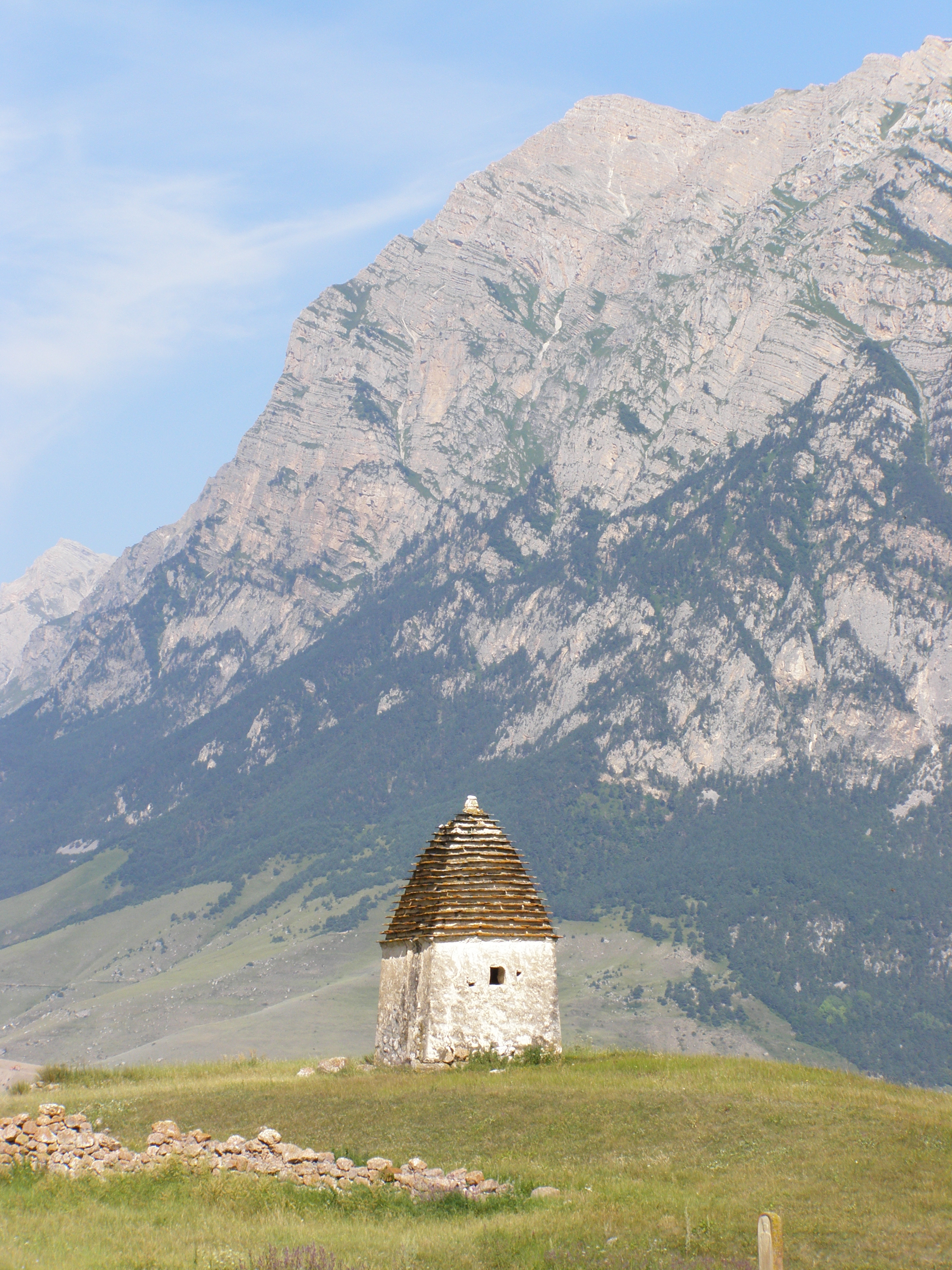
Родовая башня Черчесовых, окрестности села Цамад в Северной Осетии, Россия
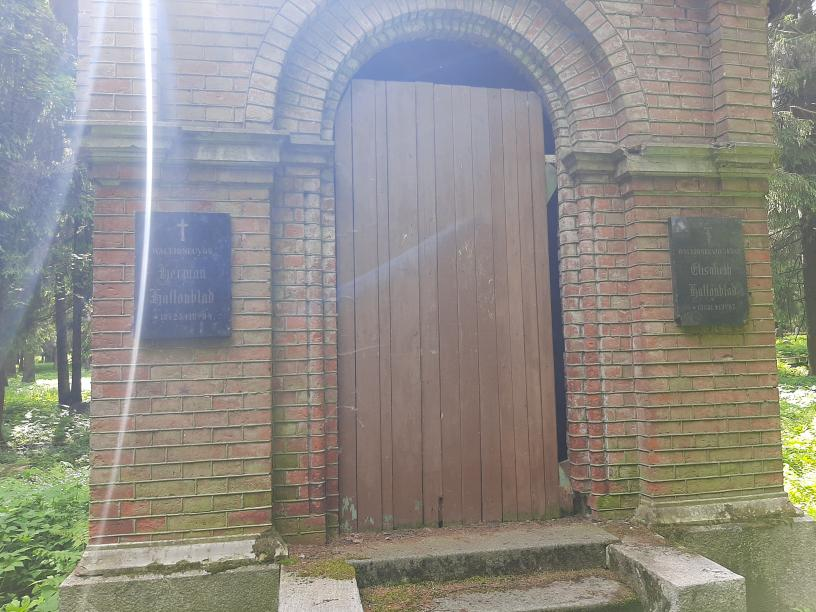
Закрытый склеп на кладбище в городе Сортавала, Карелия, с могильными надписями на финском языке